# Weissia reflexa
Weissia reflexa là một loài rêu trong họ Pottiaceae. Loài này được Brid. mô tả khoa học đầu tiên năm 1826.